# Umspannwerk Lehrte-Ahlten
Das Umspannwerk Lehrte-Ahlten (auch Umspannanlage Lehrte-Ahlten, meist nur Umspannwerk Lehrte) ist eine Umspann- und Schaltanlage im Lehrter Ortsteil Ahlten, östlich von Hannover. Sie verfügt über Schaltanlagen für die 220-kV- und 110-kV-Netzebene und spannt zwischen diesen beiden Ebenen mittels Leistungstransformatoren um. Die 220-kV-Anlage befindet sich im Besitz des Übertragungsnetzbetreibers TenneT TSO, die 110-kV-Anlage und von ihr abgehende Leitungen werden vom Verteilnetzbetreiber Avacon betrieben. 
In der Anfangszeit des großflächigen Ausbaus der Energieversorgung im Gebiet zwischen Weser und Main spielte die 1929 errichtete Anlage eine zentrale Rolle. Die 1927 aus mehreren staatlich preußischen Energieversorgungsunternehmen gegründete PreussenElektra richtete hier den zentralen Knotenpunkt ihres gerade entstehenden Höchstspannungs-Verbundnetzes und die Schaltleitung ein. Vom Hauptumspannwerk Lehrte aus erstreckten sich in der Zeit bis zum Zweiten Weltkrieg 220-kV-Leitungen zum RWE nach Westen, zum Pumpspeicherkraftwerk Waldeck am Edersee und dem Kraftwerk Borken als Erzeugungsschwerpunkt im Süden, zu den Elektrowerken nach Osten und zu den Stahlwerken in Salzgitter. Von den zwei Projekten zur Anwendung von Hochspannungs-Gleichstrom-Übertragung (HGÜ) wurde eine Versuchsanlage zwischen Lehrte und Misburg realisiert.
Noch heute ist das Umspannwerk Lehrte ein wichtiger Knotenpunkt im norddeutschen Stromnetz, wenn auch die 380-kV-Ebene an Bedeutung gewonnen hat. Der Übertragungsnetzbetreiber TenneT TSO, seit 2010 im Besitz des 220- und 380-kV-Netzes der vormaligen PreussenElektra, unterhält unmittelbar angrenzend einen Sitz. Weiterhin befindet sich, als Nachfolge der Hauptschaltleitung der PreussenElektra, eine von zwei Schaltleitungen der TenneT TSO auf dem Gelände, von dem aus das TenneT-Netz überwacht und gesteuert wird.

## Lage und Anbindung
Das Umspannwerk befindet sich auf dem Gebiet der Stadt Lehrte, 4 km westlich der Kernstadt im Ortsteil Ahlten. Die Innenstadt von Hannover liegt etwa 12 km westlich, Hildesheim 25 km südlich und Braunschweig 43 km südöstlich. Unmittelbar südlich verläuft die Bahnstrecke Hannover–Braunschweig, von der ein Gleisanschluss zur 110-kV-Schaltanlage besteht, früher auch über einen Halbkreis zur nördlicher gelegenen 220-kV-Schaltanlage. Das Autobahnkreuz Hannover-Ost liegt 2 km nordwestlich, dort kreuzen sich die Bundesautobahnen 2 und 7, welche über Anschlussstellen nach Lehrte verfügen. Der Bahnhof Ahlten der S-Bahn Hannover (Linien S3 und S7). Unmittelbar vor dem Werk liegt die Bushaltestelle Ahlten Umspannwerk mit einer Wendeschleife, am südwestlichen Rand liegt in Höhe der ehemaligen Werkssiedlung (PREAG-Siedlung) eine weitere Haltestelle namens Ahlten Am Dornbusch. Beide werden von den Buslinien 371 und 967 innerhalb des GVH angefahren.
Neben den technischen Anlagenteilen selbst befindet sich auf dem östlichen Teil des Geländes, allerdings außerhalb des eigentlichen Werksbereichs, ein Bürokomplex der TenneT TSO. Die Schaltleitung Lehrte liegt im südwestlichen Teil des Werks, unmittelbar an die PREAG-Siedlung angrenzend. Direkt benachbart zum TenneT-Komplex ist das Unternehmen LTB-Leitungsbau angesiedelt.

## Geschichte

### Erste Planungen
Die ersten Überlegungen, ein Großumspannwerk im Raum Hannover einzurichten, stammen aus dem Jahr 1921. Zu dieser Zeit wurde die Stromerzeugung im Gebiet der preußischen Provinzen Hannover, Provinz Hessen-Nassau und Teile Westfalens von staatlichen Elektrizitätsämtern in Hannover, Kassel und Hanau verwaltet. Andernorts, im Rheinland und Westfalen in Westen bestand mit RWE und VEW eine privatwirtschaftliche, in beinahe ganz Mittel- und Ostdeutschland mit der Elektrowerke AG eine reichseigene Energieversorgung.
Die seit 1920 unter Verwaltung der preußischen Elektrizitätsämter Hannover im Norden und Kassel im Süden stehenden Versorgungsgebiete waren zu dieser Zeit noch nicht miteinander verbunden, sondern bildeten jeweils eigene Netze um einen Erzeugungsschwerpunkt herum. Im Gebiet von Hannover waren dies Wasserkraftwerke an der Weser und im Kasseler Gebiet Wasserkraftwerke an Eder- und Diemeltalsperre. Nicht nur räumlich lag eine Trennung vor, auch wurden für das Verteilnetz unterschiedliche Spannungen genutzt:  45 kV im Norden und 60 kV im Süden. 
Die Anbindung der durch die Braunschweigischen Kohlen-Bergwerke im Helmstedter Braunkohlerevier betriebenen Kraftwerke als weiterer Erzeugungsschwerpunkt fand 1921 Eingang in einen Gesetzentwurf zum Bau elektrischer Anlagen zwischen Braunschweig und Hannover. Geplant war eine 110-kV-Leitung aus dem Helmstedter Raum in Richtung Hannover und eine Einbindung ins örtliche Versorgungsnetz.

### Aufbau der Großversorgung
Im Oktober 1927 fasste der preußische Staat seine energiewirtschaftlichen Unternehmungen in einer gemeinsamen Gesellschaft, der Preußischen Elektrizitäts-Aktiengesellschaft, kurz Preußenelektra oder PREAG, zusammen. Vorgängerunternehmen waren:
- Preußische Kraftwerke Oberweser AG (Kassel): Gegründet im September 1923 durch den preußischen Staat, Beteiligung an Energieerzeugungs- und versorgungsanlagen in der preußischen Provinz Hessen-Nassau, mehrere Wasserkraftwerke am Main zwischen Aschaffenburg und Frankfurt.
- Gewerkschaft Großkraftwerk Main-Weser AG (Kassel): Gegründet 1921, Braunkohlekraftwerk im Borkener Revier
- Großkraftwerk Hannover AG (Ahlem): Seit 1925 Betrieb eines Steinkohlekraftwerks in Ahlem bei Hannover

Die Struktur der drei Unternehmen wurde in den Grundzügen beibehalten, indem das Kraftwerks- und Leitungsnetz in die Abteilung Kassel, Abteilung Borken und Abteilung Hannover aufgeteilt wurde. Hauptsitz des Unternehmens, das sich im Besitz des preußischen Staates befand, wurde jedoch Berlin. Das Versorgungsgebiet erstreckte sich nun von der Weser nördlich von Hannover bis nach Südhessen.
Die beiden Vorgängerunternehmen Großkraftwerk Hannover AG und Gewerkschaft Großkraftwerk Main-Weser AG bauten Anfang der 1920er Jahre ein Netz aus 60-kV-Leitungen, die schließlich sogar gekoppelt wurden. Von Norden her verlief die 60-kV-Leitung von Ahlem über die Umspannwerke Rethen, Hildesheim, Godenau, Greene, Hardegsen und Grone nach Hann. Münden, wo von Süden her die Leitung von Borken über die Umspannwerke Felsberg und Sandershausen nach Hann. Münden kam. Der vergleichsweise teuer zu produzierenden elektrischen Energie im Steinkohlekraftwerk Ahlem, das mit Kohle vom Deister und aus dem Ruhrgebiet beliefert wurde, stand die billige Stromerzeugung aus Braunkohle aus den Tagebauen im Borkener Revier gegenüber, die im kaum industrialisierten Nordhessen wenig Absatz fand. Jedoch war die Intention des 60-kV-Leitungsnetzes nicht, einen Verbundbetrieb zwischen dem Kraftwerk Borken und den Wasserkraftwerken am Edersee in Hemfurth mit dem Kraftwerk Ahlem in Hannover zu betreiben. Stattdessen dienten die Leitungen in erster Linie der Energieverteilung im Netzgebiet des jeweiligen Unternehmens.
Nach Vorbild des RWE, das 1924 mit der Nord-Süd-Leitung die Realisierung eines ambitionierten Projekts in Angriff nahm, um einen echten Verbundbetrieb zwischen rheinischen Kohle- und süddeutschen bzw. alpinen Wasserkräften herzustellen, sah auch die PreußenElektra vor, die Kraftwerke ihres ausgedehnten Versorgungsgebiets auf der Höchstspannungsebene miteinander zu verbinden, um so einerseits einen Verbundbetrieb zwischen den unterschiedlichen Kraftwerken, andererseits aber auch die Bereitstellung von günstiger elektrischer Energie in den Industriezentren um Hannover zu gewährleisten.

### Das Hauptumspannwerk entsteht
Es dauerte bis 1928, als mit den Planungen für eine Höchstspannungsverbindung zwischen Borken und Hannover begonnen wurde. Ausschlaggebend waren zum einen ein Gutachten von Dr. Kurt Bloch im Berliner Magazin der Wirtschaft von April 1929, das die Wirtschaftlichkeit einer 220-kV-Leitung mit zunächst größer dimensionierter Leistungsaufnahme gegenüber der Nutzung des bestehenden Verteilnetzes bestätigte. Zum anderen der Baubeginn des Pumpspeicherwerks Waldeck am Edersee, das zusammen mit der Erweiterung des Kraftwerks Borken um mehrere Kessel eine sich gegenseitig ergänzende Erzeugung elektrischer Energie bilden sollte. In Zeiten geringer Nachfrage konnten mit dem Strom aus dem Kraftwerk Borken die Turbinen des Pumpspeicherwerks im Pumpbetrieb genutzt werden, um das höhergelegene Speicherbecken zu füllen. Steigt der Energiebedarf wieder, so treibt das Wasser im Speicherbecken über die Turbinen die Generatoren an, die bei Spitzenlast wieder Energie und Netz abgeben.
Der Bau der 176 km langen Leitung zwischen Borken und Hannover begann am 1. Mai 1929 und war nach nur 5,5 Monaten am 15. September 1929 vollendet. Zeitgleich mit der Leitung entstand auch die erste Stufe des Hauptumspannwerks. Die Rolle dieser Anlage sollte im Netz der PreußenElektra derer der Umspannanlage Brauweiler des RWE entsprechen: Als zentraler Knotenpunkt im Höchstspannungsnetz und Lastverteilstelle sollte von hier aus über die angesiedelte Schaltleitung das gesamte Leitungsnetz gesteuert werden.
Die erste Ausbaustufe in Lehrte umfasste zu Beginn nur eine 110-kV- und eine 60-kV-Sammelschiene, da die von Borken kommende Leitung übergangsweise nur mit einem 110-kV-Stromkreis betrieben wurde. Über zwei 60-kV-Kabel stellte das neue Umspannwerk Verbindungen zum bestehenden Netz her. Ein 25,2 km langes Kabel führte zum Kraftwerk Ahlem, ein 5,14 km langes nach Misburg.
Im Herbst 1930 begann mit der Fertigstellung des Kraftwerks Waldeck (Bringhausen) die Spitzenlasterzeugung, das Kraftwerk speiste über das Umspannwerk am Kraftwerk Borken zunächst in die 110-kV-Ebene ein. Eine bereits 1925 fertiggestellte 110-kV-Leitung der Preußischen Kraftwerke Oberweser AG führte über Gießen nach Frankfurt am Main.

### Erweiterung um Höchstspannungsanlage
Schon in den 1930er Jahren war die Erschließung der nordischen Energiereserven geplant, und dem Umspannwerk Lehrte sollte eine zentrale Funktion bei der Weiterverteilung des in Norwegen erzeugten Stroms zukommen.
In der Zeit des Nationalsozialismus baute das NS-Regime in Watenstedt südwestlich von Braunschweig ein Stahlwerk, das zum Konzern Reichswerke Hermann Göring gehörte. Zudem wurde der Aufbau von größeren Industriebetrieben im mitteldeutschen Raum forciert. Der hohe Stromverbrauch dieser Anlagen machte eine Verstärkung des Leitungsnetzes erforderlich. Gleichzeitig bauten die Energieversorger VEW, RWE, PreußenElektra und EWAG an einer Ost-West-Verbundleitung, die im Endausbau vom Ruhrgebiet durch Westfalen in den Raum Hannover und darüber hinaus über Helmstedt ins mitteldeutsche Braunkohlerevier führen sollte. Unter Führung der EWAG begannen zudem die ersten Bauarbeiten für die Reichssammelschiene, eine 220-kV-Leitung zwischen dem mitteldeutschen Revier, Bayern und den österreichischen Alpen.
Das werkseigene Kraftwerk der Hermann-Göring-Stahlwerke in Watenstedt mit seinen 290 MW an Ausbauleistung, die dem Netz der PreußenElektra zur Verfügung gestellt wurden, machte den Bau einer weiteren 220-kV-Leitung notwendig. Die Leitung von Watenstedt nach Lehrte wurde 1939 fertiggestellt und zunächst mit einem 110-kV-System in Betrieb genommen.
Bis 1940 wurde das Umspannwerk in Lehrte daher durch eine 220-kV-Schaltanlage erweitert. Die Transformatoren, die zwischen den Spannungsebenen 220 kV und 110 kV umspannten, hatten eine Leistung von je 100 MVA. Erstmals konnten mehrere vom Umspannwerk wegführende Leitungen auf die 220-kV-Ebene umgeschaltet werden. Ab 1941 wurde aus dem Kraftwerk Watenstedt Energie auf der 220-kV-Ebene eingespeist, ab 1944 dann mit zwei Stromkreisen. Das Kraftwerk Harbke wurde schon 1935 an Lehrte angeschlossen, zunächst mit 110 kV. Die Inbetriebnahme des Umspannwerks Helmstedt im Jahr 1942, das als Schnittstelle zwischen den Netzen der PreußenElektra und der EWAG konzipiert wurde, ermöglichte die Anbindung des Kraftwerks Harbke und der Reichssammelschiene auf der 220-kV-Ebene. Zudem war erstmals ein Verbundbetrieb zwischen nordhessischer Wasser- und Kohlekraft über die Leitungen Waldeck–Borken und Borken–Lehrte, die 1938 um ein zweites System ergänzt wurden, auf Höchstspannungsebene möglich. Über die Leitung Lehrte–Bierde wurde ein Zusammenschluss des Höchstspannungsnetzes der PreußenElektra mit dem des RWE ermöglicht.
Lehrte entwickelte sich somit zum mit Abstand wichtigsten Knoten im 220-kV-Netz der PreußenElektra und hatte überregionale Bedeutung. Daneben entstand eine neue 110-kV-Leitung über Uelzen nach Lüneburg, die 1936 fertiggestellt wurde und über Lüneburg einen Verbundbetrieb mit den Hamburgischen Electricitäts-Werken und ab 1940 auch mit den Nordwestdeutschen Kraftwerken mit dem Kraftwerk Lübeck-Siems herstellte. Auch auf der 60-kV-Ebene entstanden neue Verbindungen: Zum einen von Lehrte zum Wasserkraftwerk Oldau – diese Leitung war bereits für 110 kV Spannung ausgelegt – und zum anderen von Lehrte nach Rethen.

### HGÜ-Versuchsanlage
Im Jahr 1944 wurde zwischen dem Umspannwerk und Misburg eine mit 80 kV betriebene Hochspannungs-Gleichstrom-Übertragungsleitung eingerichtet. Sie diente als Versuchsanlage, um die Reserveleistungsbilanz zwischen zwei Drehstromnetzen zu verbessern, ohne die Kurzschlussleistung zu erhöhen. Zudem war das NS-Regime an einer Wehrhaftmachung der Elektrizitätsversorgung durch unterirdische Energieverteilung interessiert, die sich vorteilshaft als Gleichstromkabelübertragung hätte realisieren lassen. Die Anlage hatte eine Leistung von 16 MW bei 80 kV und eine fünf Kilometer lange Kabelstrecke. Eine weitere Übertragung von Lehrte nach Hallendorf mit 150 MW und 300 kV war in Planung.
Im Gegensatz zu anderen HGÜ-Strecken, bei denen Quecksilberdampf-, Glühkathodenventile oder Halbleiter zur Stromrichtung eingesetzt wurden, wurden bei dieser Anlage Lichtbogenstromrichter nach E. Marx eingesetzt. Diese beruhen auf löschbaren Funkenstrecken, deren Löschprinzip auf Beblasung mit Druckluft mittels spezieller Düsenanordnungen beruht. Die Anlage erreichte nie die projektierten 16 MW Leistung, sondern maximal 12 MW, konnte aber mehrere Tage am Stück betrieben werden. Sie war damit weltweit die erste netzgekuppelte HGÜ-Anlage, mit einer nennenswerten Übertragungskapazität im zeitweiligen Dauerbetrieb, die auf Stromrichtern basierte. Die Anlage wurde durch einen Bombenangriff auf Misburg am 18. Juni 1944 im Zweiten Weltkrieg zerstört.

## Heute
Noch heute ist die Anlage mit 110 und 220 kV in Betrieb und ein wichtiger Knotenpunkt in der Region Hannover. Über mehrere 220-kV-Leitungen sind die Kraftwerke Mehrum und Landesbergen und die Stadt Hannover an das Umspannwerk angebunden. Auch die 220-kV-Leitungen nach Braunschweig und Borken existieren noch und verlaufen auf den Originalmasten der 1920er Jahre. Die Leitung nach Bierde wurde vor vielen Jahren abgebaut. Die Leitung nach Harbke endet heute bei Salzgitter.
Seit 2025 wird das Umspannwerk umfassend renoviert. Bis 2032 soll das Umspannwerk an das 380-kV-Netz angeschlossen sein.

### Angeschlossene Verbindungen
Alle vom Umspannwerk wegführenden Stromkreise sind als Freileitungen ausgeführt. In der nachfolgenden Tabelle sind alle vom Umspannwerk wegführenden Leitungstrassen aufgelistet. Heute nicht mehr bestehende Verbindungen sind kursiv aufgeführt:
| Netzbetreiber   | Spannung    | Trasse | Zielort/-station                                                                 | Baujahr | Demontage                                                                              | Himmels- richtung | Bemerkungen |
| --------------- | ----------- | ------ | -------------------------------------------------------------------------------- | ------- | -------------------------------------------------------------------------------------- | ----------------- | --- |
| TenneT TSO      | 220 kV      | 2001   | Godenau → PSW Erzhausen → Hardegsen → Rosdorf → Sandershausen → Kraftwerk Borken | 1929    | geplant, wenn 380-kV-Leitung Wahle–Mecklar fertiggestellt Sandershausen–Borken um 1995 | Süd               | Ehemals durchgehende Leitung bis zum Kraftwerk Borken, siehe Hauptartikel zur 220 kV-Leitung Lehrte–Borken. Ursprünglich westlich an Höver und Bemerode vorbei geführt, wurden diese Masten dann für die Leitung zum Gersteinwerk verwendet und östlich von Höver neue errichtet. |
| TenneT TSO      | 220 kV      | 2014   | Hannover-West → Bierde                                                           | 1938    | etwa 1999                                                                              | Süd               | Wurde vor der Expo 2000 demontiert, da die Leitung über das Ausstellungsgelände auf dem Kronsberg verlief. Teilweise sind noch die Schneisen des ehemaligen Verlaufs sichtbar. |
| TenneT TSO      | 220 kV      | 2024   | Wahle → Braunschweig-Nord → Kraftwerk Harbke                                     | 1935    | Braunschweig–Harbke um 1995                                                            | Süd               | Beide Systeme zu einem Stromkreis zusammengeschaltet, ehemals bis Kraftwerk Harbke |
| TenneT TSO      | 220 kV      | 2026   | Kraftwerk Mehrum                                                                 | 1938    |                                                                                        | Süd               | Masten baugleich mit der Reichssammelschiene, ursprünglich durchgehende Leitung bis Hallendorf |
| TenneT TSO      | 220 kV      | 2008   | Kraftwerk Landesbergen                                                           | 1962    |                                                                                        | Nord              | Ein Stromkreis mit 110 kV betrieben |
| Avacon          | 110 kV      | 1075   | Uelzen → Lüneburg                                                                | 1936    |                                                                                        | Ost               | Früher bis Lüneburg |
| Avacon          | 110 kV      | 1019   | Umformerwerk Lehrte                                                              | 1963    |                                                                                        | Ost               | Anschluss ans Bahnstrom-Umformerwerk Lehrte |
| Avacon          | 110 kV      | 1164   | Höver → Algermissen → Wülferode → Rethen                                         | 1950    |                                                                                        | Süd               | Früher teilweise anderer Verlauf wegen Mergelbruch und Bau der Wohnsiedlung in Laatzen-Grasdorf, wurde entlang der BAB 7 und BAB 37 umverlegt |
| Avacon          | 110 kV      | 1011   | Sehnde                                                                           | 1967    |                                                                                        | Süd               | |
| Avacon          | 110 kV      | 1016   | Hannover-Nord                                                                    | 1960er  |                                                                                        | West              | |
| PreussenElektra | 60 kV       |        | Engensen → Oldau                                                                 | 1930    | um 2005                                                                                | Ost               | Für 110 kV ausgelegt aber nur mit 60 kV betrieben, ab Anfang 2000 zunächst nur noch bis Burgdorf |
| PreussenElektra | 60 kV       | 0022   | Misburg → Rethen                                                                 | 1930    | vor 2000                                                                               | West              | Früher anderer Verlauf, wegen Bau der Wohnsiedlung in Laatzen-Grasdorf Verlegung entlang der BAB 7 und BAB 37 parallel zur 110-kV-Leitung. Abzweig nach Misburg wurde durch 110 kV ersetzt und an die enercity-Leitung vom Kraftwerk Mehrum her angeschlossen                     |
| PreussenElektra | 80 kV (HGÜ) |        | Misburg                                                                          | 1944    | 1945                                                                                   | West              | kurzlebige HGÜ-Versuchsanlage, wurde nach Kriegsschäden nicht wieder aufgebaut |